# Cyclops anophthalmus
Cyclops anophthalmus – gatunek widłonoga z rodziny Cyclopidae. Opisał go w 1882 roku niemiecki lekarz i zoolog Gustav Joseph. Miejsce typowe to jaskinia „Grotte von Cumpole” w Krainie (Słowenia).